# Frank Möbus (Gitarrist)

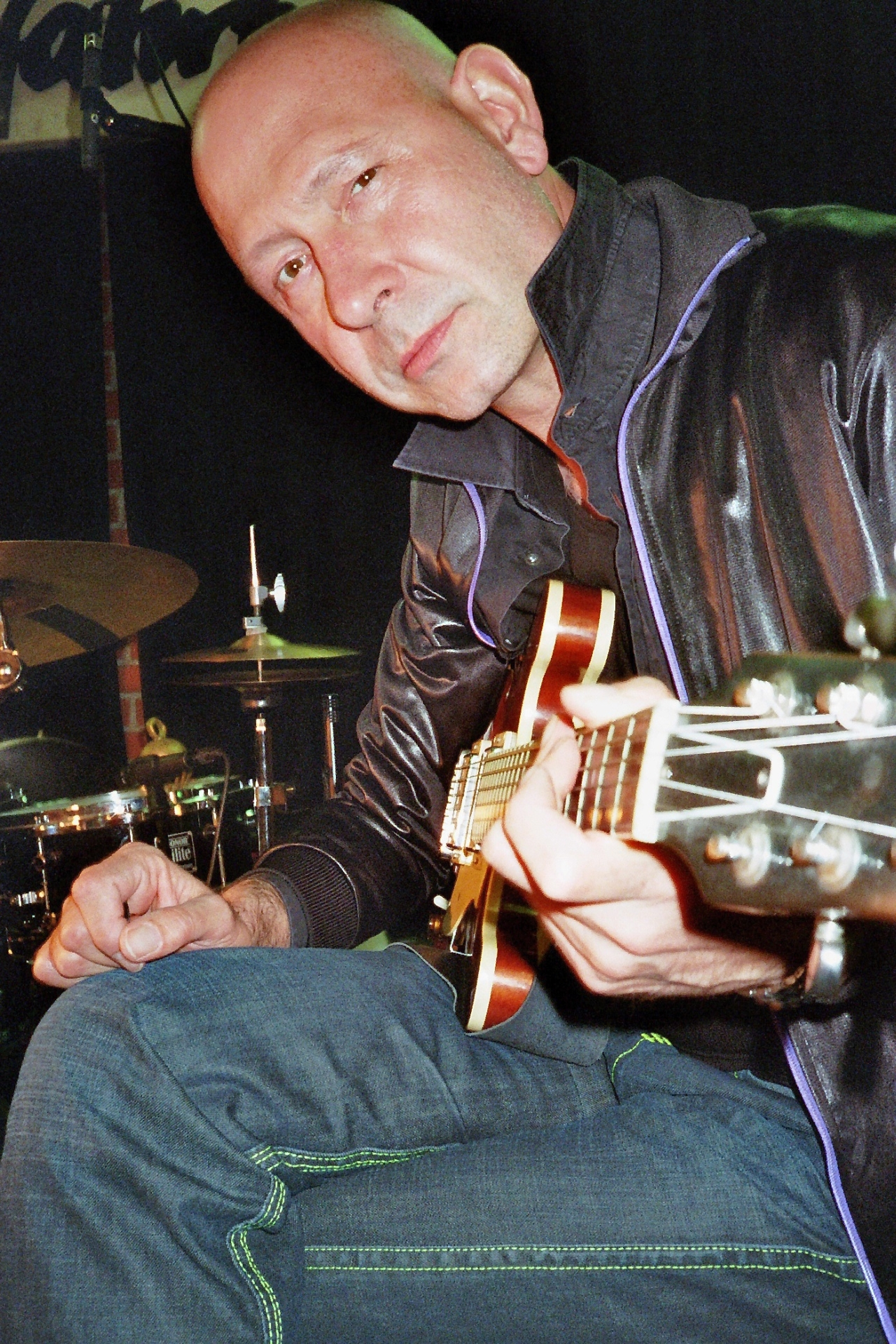
Frank Möbus im Jazzclub Unterfahrt (München 2010)

Frank Möbus (* 7. März 1966 in Nürnberg) ist ein deutscher Gitarrist des Modern Jazz.

## Leben und Wirken
Möbus studierte von 1985 bis 1989 in Boston, Massachusetts am Berklee College of Music und erhielt in diesem Zeitraum auch regelmäßigen Jazzimprovisationsunterricht bei Jerry Bergonzi.
Mit dem Bassklarinettisten Rudi Mahall gründete er 1989 die Band Der Rote Bereich, mit welcher er unzählige international renommierte Festivals besuchte und bisher sieben Alben (für Jazz4Ever Records, ACT und Intakt) veröffentlicht hat. Im Projekt Azul von Carlos Bica arbeitet er seit 1993 mit Jim Black zusammen. Weiterhin musiziert er mit Daniel Erdmann und Vincent Courtois bei Erdmann/Rohrer/Möbus/Courtois (seit 2009) und ist Mitglied der Gruppen The Killing Popes und „KUU!“. Er war Mitglied in den Formationen Wiesendanger/Möbus/Hemingway, Christoph Grab Raw Vision, Erdmann 3000, Yuri Honings „Wired Paradise“, Paul van Kemenade International 5tett, Dejan Terzic „Underground“, Kevin Coynes „Paradise Band“  und in den Soulbands „Spank You“ und "Seduction". Er tourte mit Musikern wie Herb Robertson, Ray Anderson, Kenny Wheeler, Mark Helias, Karl Berger, Louis Sclavis, Maria João, Kit Downes, Chris Speed, David Moss, Till Brönner, Han Bennink, Christian Lillinger, Dan Nicholls und Jelena Kuljić. Als Solist wirkte er beispielsweise bei der RIAS Big Band, dem Ars Nova Ensemble, dem Ensemble für Neue Musik Zürich. Seit 1990 spielte er mit den verschiedensten Formationen weltweit bis zu 240 Konzerte pro Jahr und ist auf mehr als 60 LP- und CD-Produktionen zu hören.
Möbus wurde 2003 als Professor für Jazzgitarre und Ensemble an die Hochschule für Musik Franz Liszt Weimar berufen. Darüber hinaus lehrt er seit 2007 auch als Dozent für Jazzgitarre an der Hochschule Luzern und unterrichtete weltweit bei unzähligen Jazzworkshops.
Möbus komponierte die Filmmusik für Die Kachelzählerin von Hans-Günter Brodmann, Rio Vermelho der Regisseurin Raquel Freire und Raus von Matthias Wilfert.
Darüber hinaus tritt er bei Produktionen jüngerer Künstler als Produzent in Erscheinung.
Privat hat Möbus Berlin als Lebensmittelpunkt gewählt. Er ist Vater eines Sohnes und einer Tochter.

## Lexikalische Einträge
- Jürgen Wölfer: Jazz in Deutschland. Das Lexikon. Alle Musiker und Plattenfirmen von 1920 bis heute. Hannibal, Höfen 2008, ISBN 978-3-85445-274-4.